# The Lurch/Wesley
The Lurch/Wesley è un singolo dell'attore statunitense Ted Cassidy, pubblicato nel 1965.

## Descrizione
Grazie al successo della serie televisiva La famiglia Addams (The Addams Family, 1964-1966), nel 1965 Ted Cassidy pubblica il singolo The Lurch, così da sfruttare il personaggio di Lurch da lui impersonato nella serie e il suo particolare tono di voce, che conferisce un carattere particolarmente "lugubre" al personaggio. Il disco non ha nulla a che vedere con la colonna sonora della serie televisiva composta da Vic Mizzy, si tratta invece di una novelty song sul personaggio di Lurch, basata sulla Lurch Dance presente in un episodio della serie e scritta da Gary Paxton, già produttore della celeberrima The Monster Mash, novelty song a tema "horror" cantata da Bobby Pickett nel 1962.
Nel testo un coro chiede a Lurch di insegnargli come ballare la Lurch Dance ("Yeah, Lurch, we wanna learn to do the Lurch dance"), al che egli risponde di seguirli e gli insegna le movenze del ballo. Nel finale il coro ringrazia Lurch per avergli insegnato un ballo che si può applicare a qualsiasi canzone.
Il lato B del disco, Wesley, è invece un brano country scritto da Cliffie Stone e Scott Turner, anch'esso intonato dalla particolare voce di Cassidy.
Il disco viene stampato in formato 7" dalla casa discografica Capitol Records nel 1965 e distribuito in vari paesi del mondo, oltre agli Stati Uniti ne vengono distribuite infatti copie anche in Canada e nel Regno Unito, mentre con il titolo Largo, nome con cui è conosciuto il personaggio di Lurch nei paesi ispanofoni, viene distribuito in Messico e Argentina.

## Tracce
7" USA, Canada e GB
1. The Lurch – 2:17 (Gary Paxton)
2. Wesley – 2:49 (Cliffie Stone, Scott Turner)

Durata totale: 5:06
7" Messico e Argentina
1. Largo – 2:17 (Gary Paxton)
2. Wesley – 2:49 (Cliffie Stone, Scott Turner)

Durata totale: 5:06

## Crediti
- Ted Cassidy - voce